# Pseudomaenas margarita
Pseudomaenas margarita là một loài bướm đêm trong họ Geometridae.